# Erebia reducta-ocellata
Erebia reducta-ocellata är en fjärilsart som beskrevs av Thurner 1922. Erebia reducta-ocellata ingår i släktet Erebia och familjen praktfjärilar. Inga underarter finns listade i Catalogue of Life.